# Shaun Gallagher
Shaun Gallagher (1948) é um filósofo estadunidense conhecido por seu trabalho sobre enação, cognição corporificada, cognição social, agência e filosofia da psicopatologia.
Desde 2011, ele ocupa a Cátedra Lillian and Morrie Moss de Excelência em Filosofia na Universidade de Memphis. Desde 2014, é professor titular na Universidade de Wollongong na Austrália. Ele ocupou cargos de professor visitante em inúmeras instituições: Keble College, Oxford; Universidade Humboldt, Berlim; Ruhr Universität, Bochum; Arquivos Husserl, ENS (Paris); École Normale Supérieure, Lyon; Universidade de Copenhague; e Unidade de Ciências da Cognição e do Cérebro da Universidade de Cambridge. Ele também foi condecorado como o Prêmio de Pesquisa Anneliese Maier da Fundação Alexander von Humboldt.

## Carreira
Gallagher recebeu seu PhD em filosofia pela Bryn Mawr College, onde estudou com George Kline e José Ferrater-Mora. Ele também estudou filosofia na Villanova Universit, e economia na Universidade Estadual de Nova Iorque em Buffalo.